# Canton d'Annonay
Le canton d'Annonay est une ancienne division administrative française située dans le département de l'Ardèche. Créé à la Révolution française, il a été divisé en deux cantons, Annonay-Sud et Annonay-Nord, lors de la réforme cantonale de 1973. Depuis le redécoupage cantonal de 2014 en France, les anciennes communes du canton d'Annonay appartiennent aux cantons d'Annonay-1 et Annonay-2.

## Représentation

### conseillers généraux de 1833 à 1973
| Période | Période                   | Identité                                  | Étiquette           | Qualité |
| ------- | ------------------------- | ----------------------------------------- | ------------------- | --- |
| 1833    | 1848                      | Jean André Tavernier                      | Centre droit        | Propriétaire Député (1831-1846)- Maire d'Annonay |
| 1848    | 1851 (décès)              | Jean Antoine Alléon (1798-1851)           |                     | Docteur en médecine à Annonay, conseiller d'arrondissement |
| 1851    | 1871                      | Etienne André Frachon                     |                     | Notaire - Maire d'Annonay (1848-1870) |
| 1871    | 1874 (démission d'office) | Charles Chapuis                           |                     | Banquier - Maire d'Annonay (1871-1874) |
| 1874    | 1877                      | Gaston Lacaze                             | Droite              | Avocat, maire d'Annonay (1874-1878) |
| 1877    | 1883                      | Baron François-Antoine de Boissy d'Anglas | Républicain modéré  | Ministre plénipotentiaire de France au Mexique Député de l'Ardèche (1877-1889) Député de la Drôme (1889-1898) Sénateur de l'Ardèche (1903-1912)                                   |
| 1883    | 1889                      | François Henri dit Franki Kramer          | Gauche              | Maire d'Annonay (1882-1888) |
| 1889    | 1895                      | Auguste de Montgolfier                    | Droite Monarchiste  | Fabricant de papier Maire de Saint-Marcel-lès-Annonay Député (1885 et 1889-1893)                                                                                                  |
| 1895    | 1898 (démission)          | Baron François-Antoine de Boissy d'Anglas | Républicain modéré  | Ministre plénipotentiaire de France au Mexique Député de l'Ardèche (1877-1889) Député de la Drôme (1889-1898)                                                                     |
| 1898    | 1901 (décès)              | Marcellin Garnier                         | Républicain         | Industriel (mégissier), maire d'Annonay (1894-1897) |
| 1901    | 1915 (décès)              | Gaston Nicod                              | Républicain Libéral | Industriel, conseiller municipal d'Annonay |
| 1915    | 1919                      | siège vacant                              |                     | |
| 1919    | 1940                      | Paul Escoffier                            | URD                 | Médecin, Maire de Saint-Clair Président du Conseil Général (1928-1940) Nommé membre de la Commission administrative départementale en 1941 Nommé conseiller départemental en 1942 |
|         |                           |                                           |                     | |
| 1945    | 1949                      | Ferdinand Janvier                         | SFIO                | Industriel Maire d'Annonay (1944-1950) |
| 1949    | 1961                      | Joseph Fabre                              | PPUS                | Percepteur honoraire Maire de Saint-Cyr |
| 1961    | 1973                      | Paul Ribeyre                              | CNIP                | Directeur de sociétés Sénateur (1959-1980) Président du Conseil général (1967-1979) Maire de Vals-les-Bains (1943-1983) Elu en 1973 dans le Canton d'Annonay-Nord                 |

### Conseillers d'arrondissement (de 1833 à 1940)
| Période                                  | Période          | Identité                          | Étiquette     | Qualité |
| ---------------------------------------- | ---------------- | --------------------------------- | ------------- | --- |
| 1833                                     | 1836             | M. Fournat                        |               | Lieutenant de la Garde nationale, propriétaire à Annonay                                                    |
| 1836                                     | 1842             | M. Clavel de Veyrand              |               | Propriétaire à Bozas                                                                                        |
| 1842                                     | 1848             | Jean Antoine Alléon               |               | Médecin, adjoint au maire d'Annonay                                                                         |
|                                          |                  |                                   |               | |
| 1871                                     | 1873 (démission) | Victor Caillet                    |               | Propriétaire et moulinier, maire de Vocance                                                                 |
| 1873                                     | 1879 (décès)     | Jean-Baptiste Courbon (1840-1879) | Républicain   | Cultivateur, maire de Vanosc                                                                                |
|                                          |                  |                                   |               | |
| 1904                                     | 1922             | Raymond-Jean-Baptiste Collard     | Radical       | Maire de Vanosc                                                                                             |
| 1922                                     | 1940             | Émile Polly                       | Bloc National | Maire de Villevocance                                                                                       |
| 1940                                     |                  |                                   |               | Les conseils d'arrondissement ont été suspendus par la loi du 12 octobre 1940 et n'ont jamais été réactivés |
| Les données manquantes sont à compléter. |                  |                                   |               | |

## Composition
Le canton d'Annonay regroupait quatorze communes.
- Annonay
- Boulieu-lès-Annonay
- Davézieux
- Monestier
- Roiffieux
- Saint-Clair
- Saint-Cyr
- Saint-Julien-Vocance
- Saint-Marcel-lès-Annonay
- Talencieux
- Vanosc
- Vernosc-lès-Annonay
- Villevocance
- Vocance

## Démographie
Peuplé de 14275 habitants en 1793, le canton a vu sa population doubler au cours du XIXe siècle (29250 en 1881). Elle est ensuite restée stable jusqu'en 1968 (29727) date du dernier recensement avant la disparition du canton. 